# Barwiki
Barwiki [barˈviki] est un village polonais de la gmina de Radziłów dans le powiat de Grajewo et dans la voïvodie de Podlachie. Il se situe à environ 4 kilomètres au sud-est de Radziłów, à 30 kilomètres au sud de Grajewo et à 58 kilomètres au nord-ouest de Białystok. 